# Dagsedlar
Dagsedlar är en samling med de dagsverser som Stig Dagerman publicerade i tidningen Arbetaren 1944–1954. I de rimmade verserna kommenterade författaren dagsaktuella händelser på ett humoristiskt, satiriskt och poetiskt sätt. Bokens första utgåva utkom 1954 och har senare återutgivits ett flertal gånger, bland annat 1983 med kommentarer av Hans Sandberg.

## Digitaliserad utgåva
- Dagsedlar : publicerade i Dagstidningen Arbetaren 1944-1954. Stockholm: Dagstidningen Arbetaren. 1917. Libris 4pfv7g1c29xfvbgz. https://gupea.ub.gu.se/2077/84602